# Pseudomeloe klugi
Pseudomeloe klugi es una especie de coleóptero de la familia Meloidae.

## Distribución geográfica
Habita en Montevideo (Uruguay).